# Jordbruk i Australien

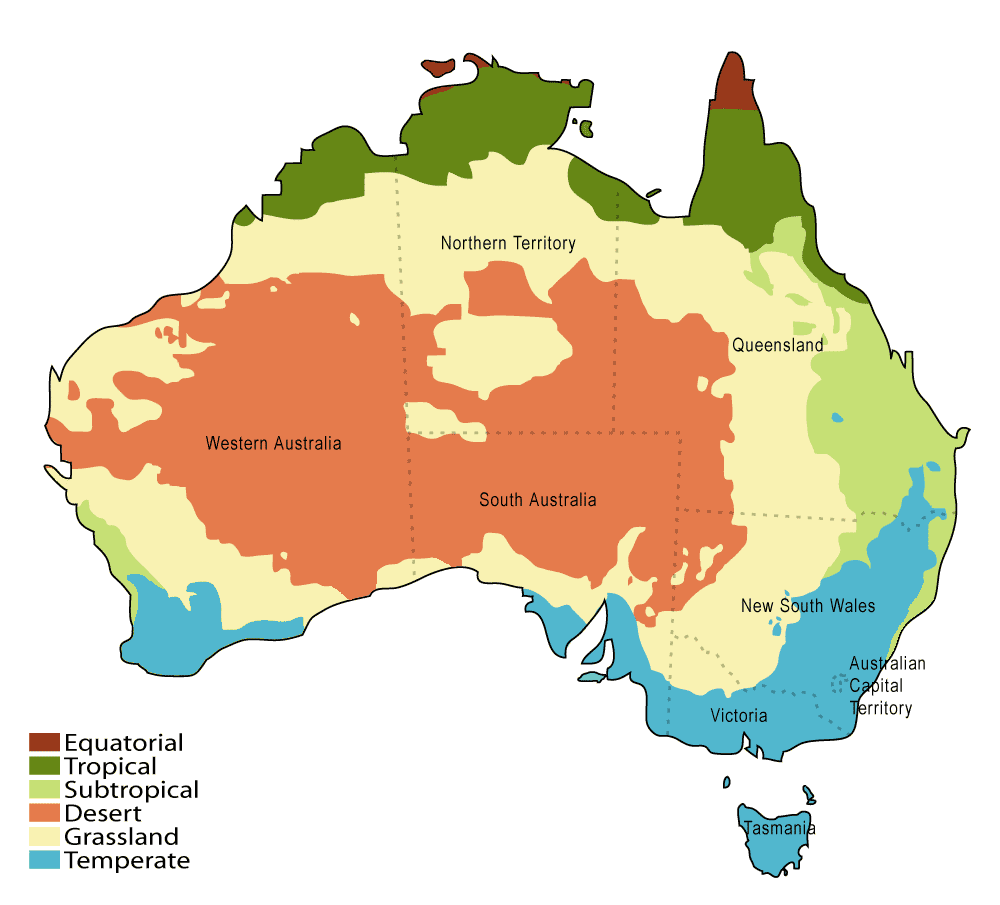
Klimatkarta över Australien, baserad på Köppens klimatklassifikation
Ekvatorial
Tropisk
Subtropisk
Ökenmark
Gräsmark
Tempurerad

Vuxna anställda inom jordbruks-, skogsbruks- och fiskeindustrin i procent av den vuxna befolkningen i Australien baserat på 2011 års folkräkning, uppdelad geografiskt av statistiskt lokalt område

Australien är en stor jordbruksproducent och exportör med över 325 300 anställda inom jordbruk, skogsbruk och fiske (februari 2015). Jordbruket och dess närbesläktade sektorer tjänar 155 miljarder dollar per år, och står för 12% av BNP. Australiens bönder och boskapsuppfödare äger 135 997 gårdar, som täcker 61% av Australiens landmassa. Cirka 64% av alla gårdar över Australien tillhör staten, med ytterligare 23% som fortfarande ägs av inhemska grupper eller stammar. Över landet finns en blandning av bevattnad och torrmarksodling. CSIRO, den federala myndigheten för vetenskaplig forskning i Australien, har prognostiserat att klimatförändringen kommer att leda till minskad nederbörd över stor del av Australien och att detta kommer att förvärra befintliga utmaningar för tillgång till vatten och kvalitet för jordbruket.

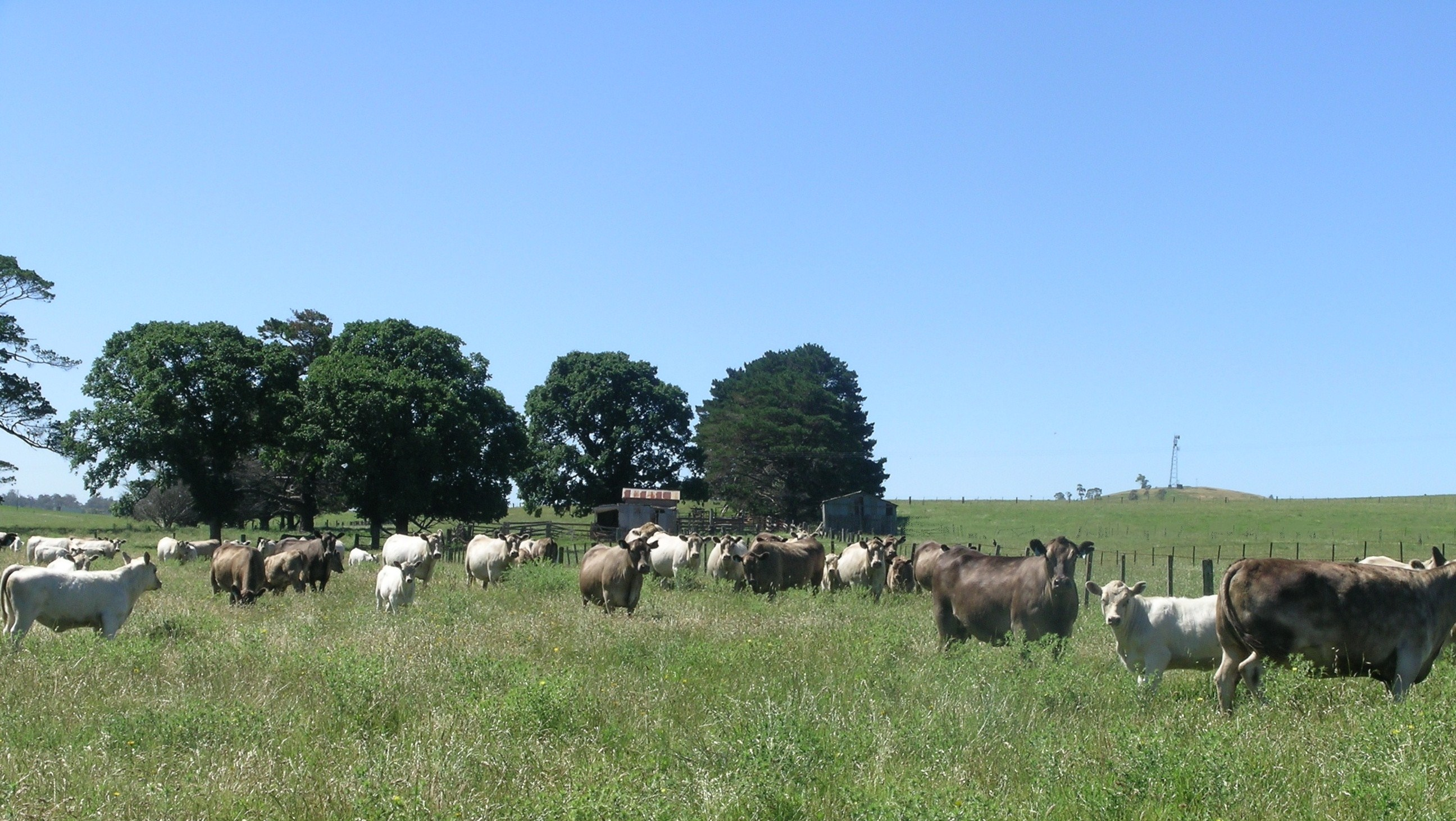
Murray Greys nötkreatur och kalvar

Det finns tre huvudzoner i Australien: 
1. Regnzonen i Tasmanien och ett tillhörande smalt kustområde (används främst för mejeri och nötköttsproduktion).
2. Zonen där vintergrödor i huvudsak växer och får betar (för ull, lamm och fårkött) plus nötkreatur.
3. Den pastorala zonen (kännetecknas av låg nedbörd, mindre bördiga jordar och storskaliga pastorala aktiviteter som involverar nötkreaturs betande samt får för ull och fårkött).[4]

En indikator på jordbrukets livskraft i staten South Australia är om landet ligger inom Goyder's Line.

## Större jordbruksprodukter
Australien producerar en stor mängd primära produkter för export och hushållskonsumtion. Nedan listas de tio främsta jordbruksprodukterna fram till säsongen 2006-07. Värden anges i miljoner australiska dollar.
| Produkt               | 2001-02 | 2002-03 | 2003-04 | 2004-05 | 2005-06 | 2006-07 |
| --------------------- | ------- | ------- | ------- | ------- | ------- | ------- |
| Nötkreatur och kalvar | 6 617   | 5 849   | 6 345   | 7 331   | 7 082   | 6 517   |
| Vete                  | 6 356   | 2 692   | 5 636   | 4 320   | 5 905   | 6 026   |
| Mjölk                 | 3 717   | 2 795   | 2 808   | 3 194   | 3 268   | 3 245   |
| Frukt och nötter      | 2 333   | 2 408   | 2 350   | 2 640   | 2 795   | 2 915   |
| Grönsaker             | 2 269   | 2 126   | 2 356   | 2 490   | 2 601   | 2 715   |
| Ull                   | 2 713   | 3 318   | 2 397   | 2 196   | 2 187   | 2 138   |
| Korn                  | 1 725   | 984     | 1 750   | 1 240   | 1 744   | 1 624   |
| Fjäderfän             | 1 175   | 1 273   | 1 264   | 1 358   | 1 416   | 1 461   |
| Lamm                  | 1 181   | 1 161   | 1 318   | 1 327   | 1 425   | 1 348   |
| Sockerrör             | 989     | 1 019   | 854     | 968     | 1 037   | 1 208   |

### Grödor

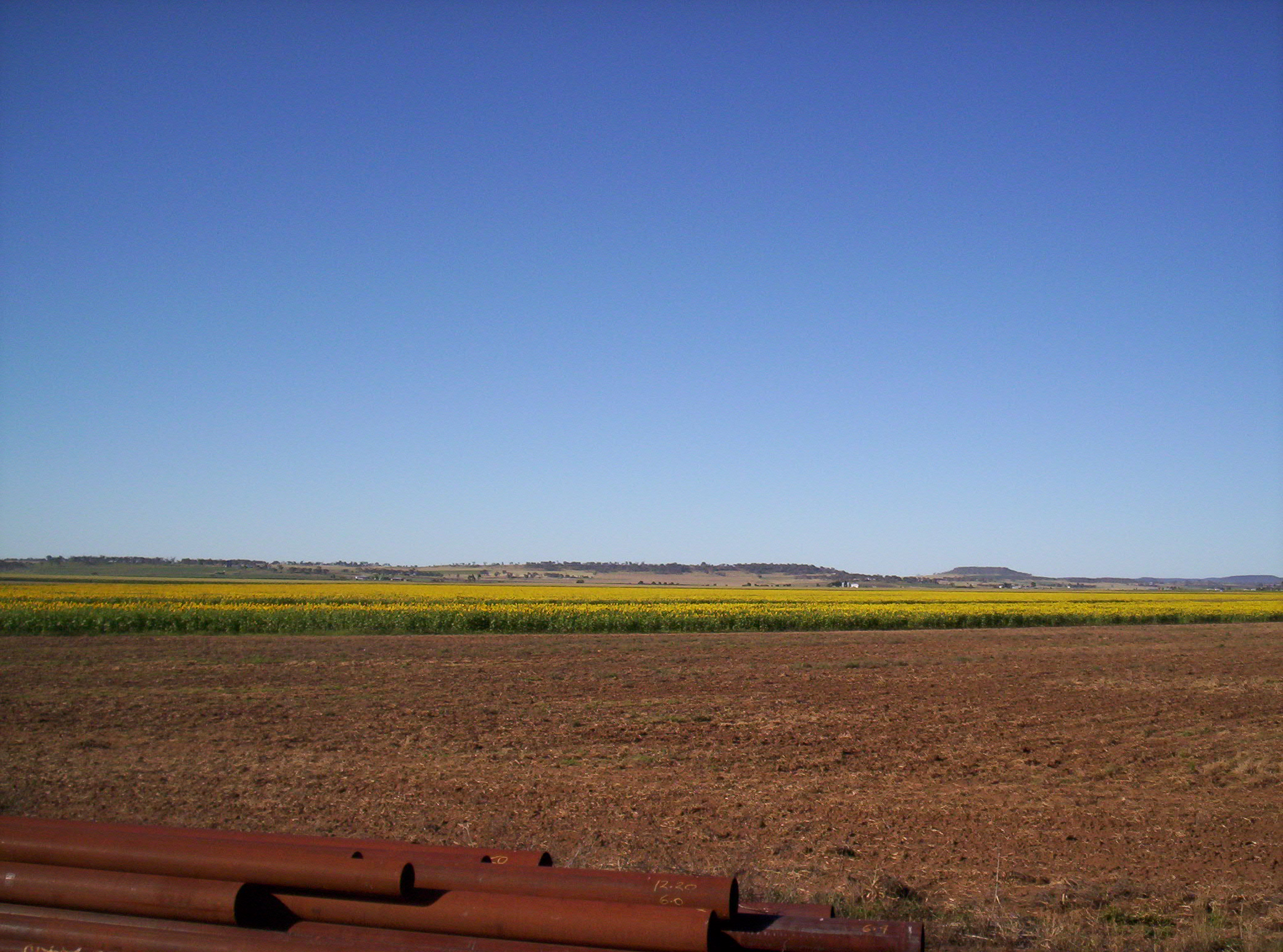
Solrosgrödor på Darling Downs, Queensland.

Spannmålsprodukter och oljeväxter produceras i stor skala i Australien för konsumtion och djurfoder. Vete är det spannmål med den största produktionen när det gäller areal och värde för den australiensiska ekonomin. Sockerrör odlas i tropiska delen av Australien, och är också en viktig gröda. Den osubventionerade industrin kämpar dock för att konkurrera med den större och effektivare brasilianska sockerrörsindustrin.
Nedan listas de grödor med störst produktion (medelvärde över fem år), uppdelat per stat och angett i kiloton.
| Gröda      | New South Wales | Victoria | Queensland | Western Australia | South Australia | Tasmania | Total  |
| ---------- | --------------- | -------- | ---------- | ----------------- | --------------- | -------- | ------ |
| Vete       | 6 714           | 2 173    | 1 301      | 6 959             | 3 382           | 23       | 20 552 |
| Korn       | 1 070           | 1 173    | 202        | 1 511             | 20              | 25       | 5 981  |
| Durra      | 739             | 3        | 1 140      | 3                 | 0               | 0        | 1 885  |
| Bomull     | 663             | 0        | 1 140      | 3                 | 0               | 0        | 1 806  |
| Raps       | 637             | 312      | 1          | 530               | 225             | 1        | 1 706  |
| Havre      | 360             | 420      | 7          | 588               | 137             | 8        | 1 520  |
| Lupiner    | 140             | 30       | 0          | 1 050             | 103             | 0        | 1 323  |
| Ärtor      | 20              | 166      | 0          | 47                | 190             | 1        | 424    |
| Majs       | 190             | 8        | 171        | 6                 | 0               | 0        | 375    |
| Kikärtor   | 86              | 20       | 56         | 29                | 5               | 0        | 196    |
| Linser     | 2               | 68       | 0          | 2                 | 56              | 0        | 128    |
| Bondbönor  | 42              | 68       | 1          | 0                 | 14              | 0        | 125    |
| Solrosfrön | 46              | 0        | 65         | 0                 | 0               | 1        | 112    |

### Trädgårdsodling

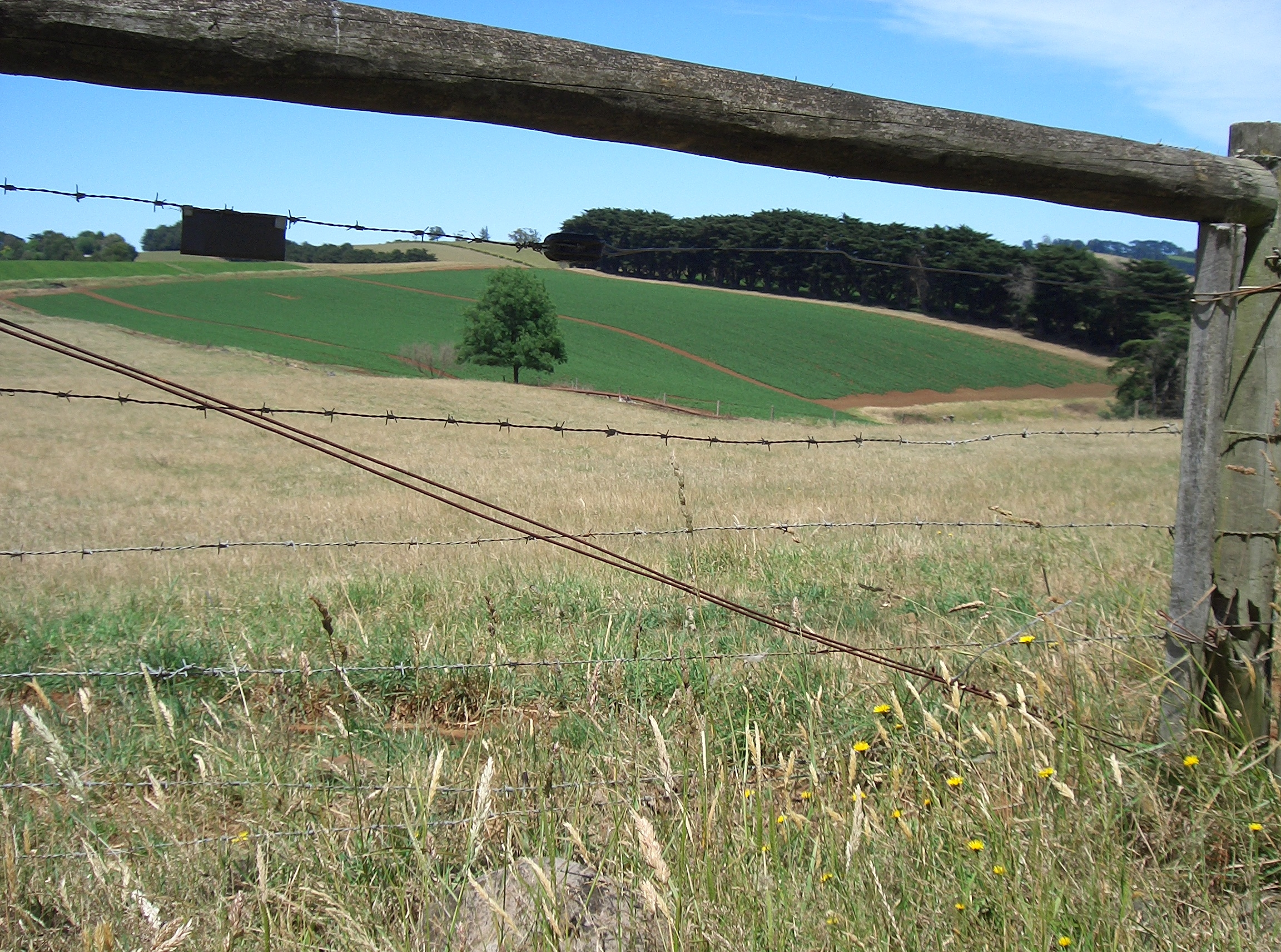
Potatosodling på landsbygden i Victoria.

Australien producerar ett brett utbud av frukt, nötter och grönsaker. De största grödorna (> 300 ton 2001) omfattar apelsiner, äpplen, bananer, kastanjer, potatis, morötter och tomater.
Tropiska frukter som bananer, mango och ananas odlas med fördel i delstaterna Queensland och Northern Territory.
Australien är ett av de få länder som producerar opium för läkemedel. Denna industri, centrerad i Tasmanien, kontrolleras strikt.
Trädgårdsindustrin har traditionellt försett australierna med all färsk frukt och grönsaksbehov, med en mindre exportindustri. Men minskade gränskontroller och ökande importörer har på senare tid hotat lokala industrier. Konsumentforskning har upprepade gånger visat att australierna föredrar lokala produkter. Det finns emellertid ingen effektiv märkning av ursprungsland och konsumenterna antar ofta alla färska grönsaker och frukt måste vara australisk.
År 2005 tillkännagav McDonalds i Australiem att all potatis till pommes frites inte längre skulle komma från Tasmaniens producenter, utan istället från en av Nya Zeelands leverantörer. Därefter lanserade förbundet för grönsaks- och potatisodlare i Australien en politisk kampanj som protesterade mot protektionism.

### Vinkultur

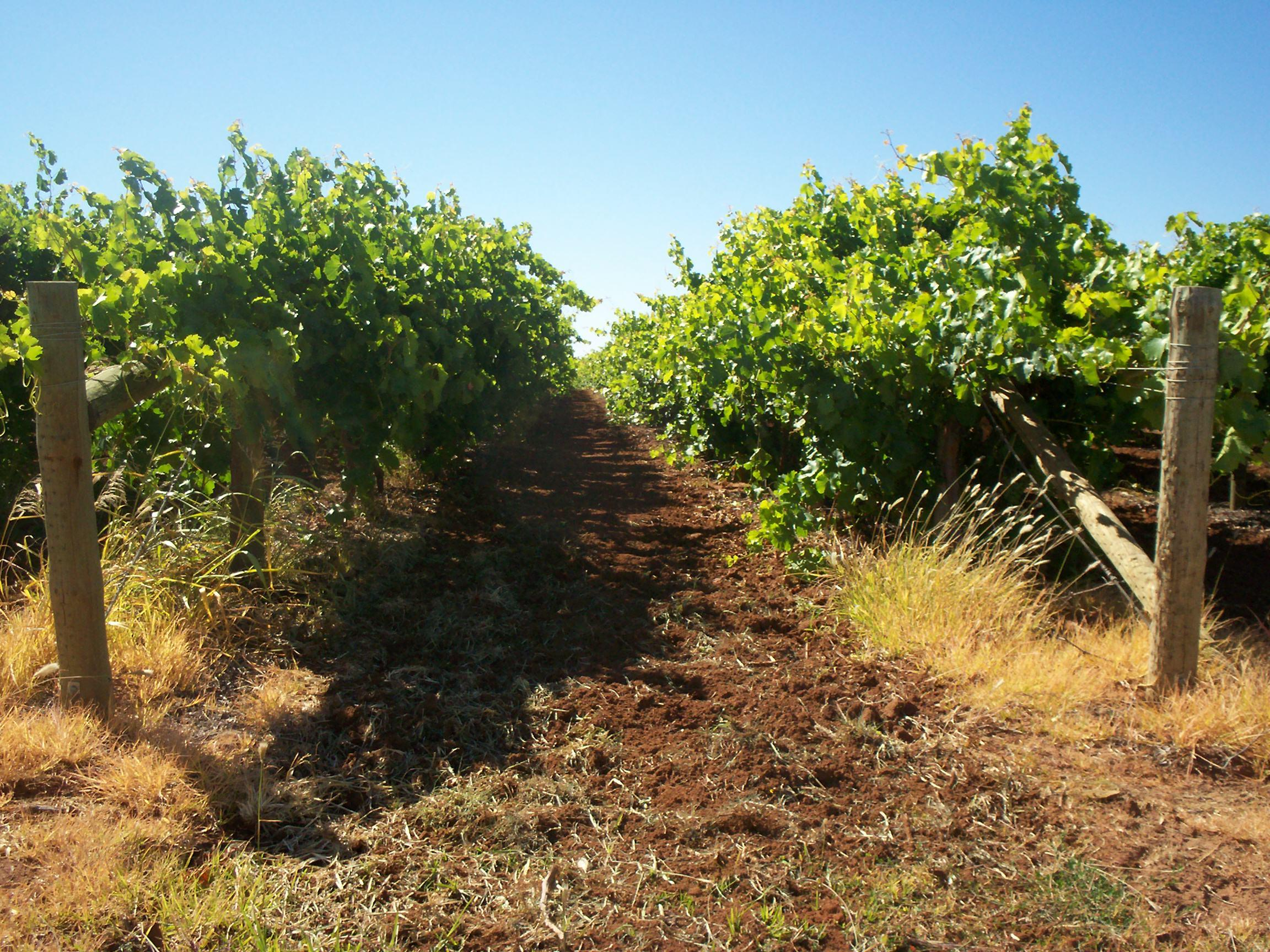
Druvor i Mildura, Victoria under december 2006.

Australien har en stor vinindustri och värdet av vinexporten överträffade 2,3 miljarder dollar 2002-2003. Vinregioner inkluderar Barossadalen i South Australia, Sunraysia i Victoria, Margaret River i Western Australia och Hunter Valley i New South Wales. De viktigaste vinsorterna som odlas i Australien (efter område 2001-2002) är Chardonnay, Shiraz och Cabernet Sauvignon. Trots att den australiensiska vinindustrin haft en stor tillväxtperiod under 1990-talet har överplantering och det stora utbudet lett till en stor nedgång i värdet av vin, vilket tvingade vissa vinproducenter, särskilt de som har avtal med stora vinproducerande företag, att gå i konkurs. 

Australiens köttexport kvartalsvis ($ miljoner) sedan 1969.

### Köttindustri

#### Nötköttindustri
Nötköttsindustrin är det största jordbruksverksamheten i Australien, och landet är den näst största nötköttsexportören i världen efter Brasilien. Alla stater och territorier i Australien är verksamma i boskapsuppfödning. Produktionen av nötkreatur är en stor industri som täcker ett område på över 200 miljoner hektar. Den australiensiska nötköttsindustrin är beroende av exportmarknader, med över 60% av den australiensiska nötköttsproduktionen som exporteras, främst till USA, Korea och Japan. Branschen fick ett uppsving efter upptäckten av Galna ko-sjukan i Kanada, Japan och USA, eftersom Australien var fri från sjukdomen.  
Till skillnad från avelssystem i andra delar av världen odlas australiska nötkreatur på betesmark som huvudkälla för foder. I södra Australien (NSW, Victoria, Tasmanien, South Australia och Western Australia) odlas ofta nötkreatur på mindre gårdar som en del av ett blandat jordbruks- eller betesarbete, men vissa gårdar specialiserar sig på att endast föda upp boskap. Kalvarna uppfödda i söder är vanligtvis uppfödda på betesmark och säljs ofta i unga år. Artificiell insemination och embryoöverföring används vanligare i boskapsuppfödning i Australien.

#### Lammköttsindustri

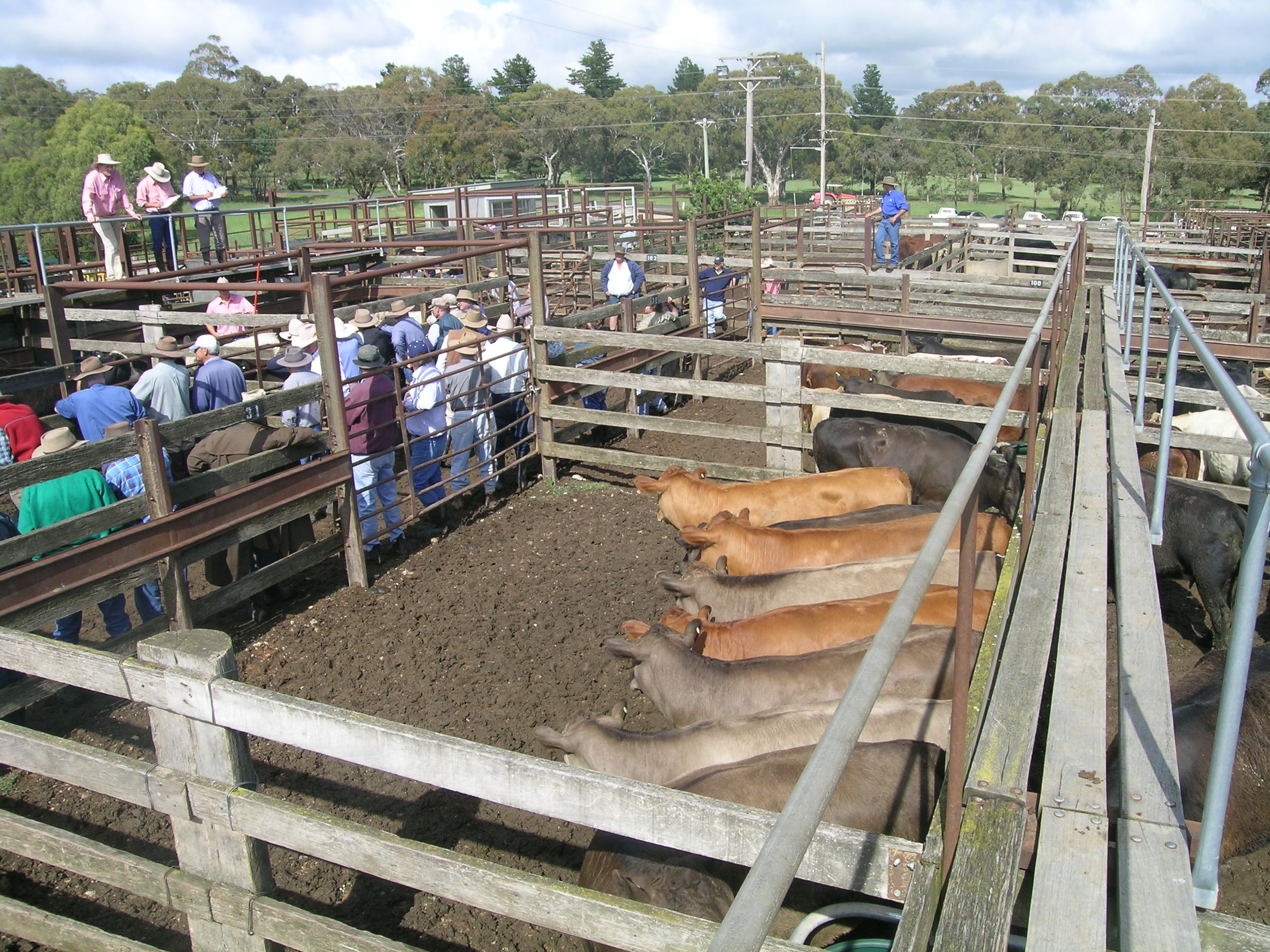
Gräsmatad nötkreatur somerbjuds på auktion.

Lamm har blivit en allt viktigare produkt, eftersom fårindustrin har flyttat sitt fokus från ullproduktion till köttproduktion. Levande export av nötkreatur och får från Australien till Asien och Mellanöstern är en stor del av australiensisk köttexport. 

#### Fläskindustri

Antal tusen grisar slaktade per månad sedan 1972

Det finns för närvarande cirka 2 000 grisproducenter i Australien som producerar 5 miljoner grisar årligen (produktivitetskommissionen). Trots att den är relativt liten på världsscenet (0,4% världsproduktion), ger industrin en betydande positiv inverkan på lokala, regionala, statliga och nationella ekonomier genom inkomstgenerering och sysselsättning. Fläskindustrin bidrar med cirka 970 miljoner dollar till Australiens BNP och försörjningskedjan bidrar med 2,6 miljarder till BNP. Branschen genererar över $ 1,2b av hushållsinkomst, med direkt anställning av 6 500 heltidspositioner, och leveranskedjan sysselsätter 29 000 personer. Den australiska fläskindustrin är representerad av Australian Pork Limited, ett producentföretag som skapats genom lagstiftning.

### Mejeri
Mejeriprodukter är Australiens fjärde mest värdefulla export av jordbruksprodukter.
Inhemska mjölkmarknader var kraftigt reglerade fram till 1980-talet, särskilt för mjölk som användes för inhemsk färsk mjölkförsäljning. Detta skyddade mindre producenter i de nordliga staterna som producerade uteslutande för sina lokala marknader. Kerin-planen inledde avregleringsprocessen 1986, med slutprisstöden avlägsnades år 2000.
Tillväxten i den australiska mejeribranschen är beroende av att expandera exportmarknaderna. Exporten förväntas fortsätta växa över tiden, särskilt i Asien och Mellanöstern.
När den australiensiska mejeribranschen växer blir foderlotsystem mer populära.

### Fiske
Bruttovärdet av produktionen av Australiens fiske- och vattenbruksprodukter var 2,3 miljarder dollar 2002-03. Den australiensiska vattenbruksindustrins andel av detta värde har stigit stadigt och representerar nu cirka 32 procent. Värdet av exporten av fiskeriprodukter 2002-03 var 1,84 miljarder dollar. Australiens främsta fiskeexport inkluderar hummer, räkor, tonfisk och havsöron.

### Ull

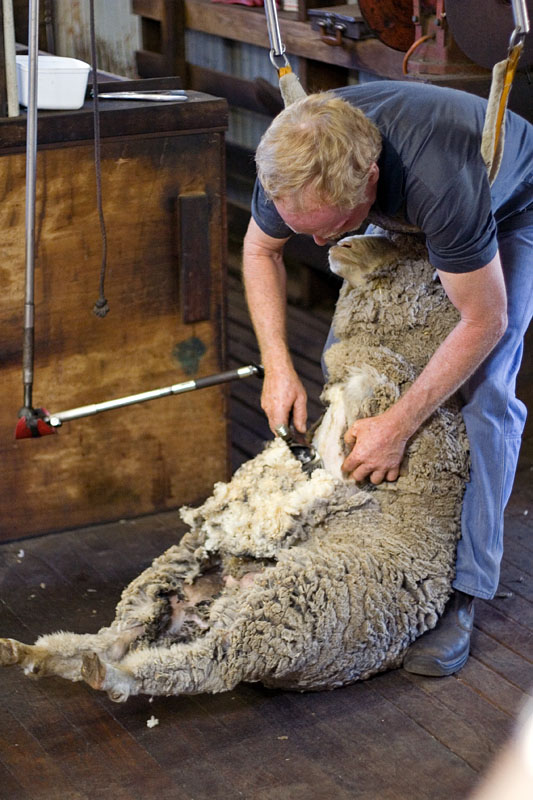
Ett får rakas på sin ull i Western Australia

Ull är fortfarande en ganska viktig produkt av australiensiskt jordbruk. År 2001 utgjorde australiensisk ullproduktion 9% av världsproduktionen (Australian Bureau of Statistics Data). Det dominerar dock sektorn för finkvalitetsull, som producerar 50% av världens Merinoull. Även om får odlas i Australien är 36% av flocken i New South Wales .  
Forskning och utveckling för industrin leds av Australian Wool Innovation Limited (AWI), ett producentföretag. Australisk ull marknadsförs av företaget Woolmark.
Djurrättsorganisationer, däribland PETA, marknadsför för närvarande en bojkott av australiensiska och alla Merinoull, som ett protest mot träningspraxis, ett förfarande som används för att förhindra att djuren blåses med blåsor.  År 2004 föreslog AWI, på grund av den globala uppmärksamheten, att fasa ut praktiken i slutet av år 2010. detta löfte drogs tillbaka 2009.

### Bomull
Australien producerar också stora mängder bomull. Majoriteten av den framställda bomullen är genetiskt modifierad för att vara resistent mot herbicidglyfosatet eller att aktivt döda skadedjur genom produktionen av Bt- toxin (Bt-bomull). Bomull odlas vanligtvis genom bevattning.

### Alger
Kustlinjerna, särskilt Stora barriärrevet (SBR), hjälper kontinenten genom att använda tång (alger) för att absorbera näringsämnen. På grund av det enorma antalet arter av australisk tång, används inte bara tångodling för att absorbera näringsämnen runt SBR och andra australiska stränder, men odling är även en exportvara till en stor del av världen.